# رالف ماثيوز
رالف ماثيوز (بالإنجليزية: Ralph Matthews)‏ هو قسيس نيوزيلندي، ولد في 3 أبريل 1928، وتوفي في 4 مارس 1983.